# Topologia produktowa
Topologia produktowa – naturalna topologia, w którą wyposażona jest przestrzeń produktowa, czyli iloczyn kartezjański rodziny przestrzeni topologicznych. Choć na przestrzeni produktowej można wprowadzić być może bardziej oczywistą topologię przedziałową, która pokrywa się z topologią produktową w przypadku produktu skończenie wielu przestrzeni, to topologię produktową uważa się jednak za „poprawniejszą” dlatego, iż czyni ona z przestrzeni produktowej teoriokategoryjny produkt jej czynników, podczas gdy topologia przedziałowa jest w ogólności zbyt uboga; w tym właśnie sensie topologia produktowa jest „naturalną” topologią przestrzeni produktowej.
Produkty skończenie wielu przestrzeni topologicznych rozważano niemal od początków topologii, jednak topologie produktów kartezjańskich dowolnych rodzin przestrzeni topologicznych zostały opisane po raz pierwszy przez rosyjskiego topologa Andrieja Tichonowa dopiero w 1930 roku. Z tego powodu inną nazwą topologii produktowej jest topologia Tichonowa.

## Definicja
Niech {\displaystyle (X_{i})_{i\in I}} będzie rodziną przestrzeni topologicznych, indeksowaną elementami pewnego zbioru {\displaystyle I} oraz niech
{\displaystyle X:=\prod _{i\in I}X_{i},}
będzie (być może nieskończonym) iloczynem kartezjańskim rodziny zbiorów {\displaystyle X_{i}(i\in I).} Dla każdego {\displaystyle i_{0}\in I} wzór
{\displaystyle {\text{p}}_{i_{0}}(x)=x_{i_{0}},}
gdzie {\displaystyle x=(x_{i})_{i\in I}\in X,} określa funkcję {\displaystyle p_{i_{0}}\colon X\to X_{i_{0}}} nazywaną rzutowaniem kanonicznym na współrzędną o indeksie {\displaystyle i_{0}.}
Topologią produktową albo topologią Tichonowa w {\displaystyle X} nazywa się najmniejszą (najuboższą, najsłabszą) topologię w zbiorze {\displaystyle X,} względem której wszystkie rzutowania {\displaystyle {\text{p}}_{i}(i\in I)} są ciągłe.
Równoważnie topologię produktową w {\displaystyle X} można wprowadzić poprzez zadanie bazy składającej się ze zbiorów postaci
{\displaystyle \mathrm {p} _{i_{1}}^{-1}(U_{i_{1}})\cap \ldots \cap \mathrm {p} _{i_{n}}^{-1}(U_{i_{n}}),}
gdzie {\displaystyle i_{1},\dots ,i_{n}\in I} jest dowolnym skończonym zbiorem indeksów, a zbiory {\displaystyle U_{i_{k}}} są otwarte w {\displaystyle X_{i_{k}}.}
Innymi słowy, każdy zbiór otwarty w {\displaystyle X} jest sumą pewnej (możliwe, że nieskończonej) rodziny zbiorów powyższej postaci.
Topologię produktową w {\displaystyle X} można wprowadzić także poprzez zadanie bazy składającej się ze zbiorów postaci
{\displaystyle \prod _{i\in I}U_{i},}
gdzie każdy ze zbiorów {\displaystyle U_{i}} jest otwarty w {\displaystyle X_{i},} a zbiór {\displaystyle \{i\in I\colon U_{i}\neq X_{i}\}} jest skończony.

## Przykłady
Wprowadzając topologię produktową na produkcie skończenie wielu kopii przestrzeni liczb rzeczywistych {\displaystyle \mathbb {R} } (z naturalną topologią) otrzymuje się zwykłą topologię euklidesową na {\displaystyle \mathbb {R} ^{n}.}
Zbiór Cantora jest homeomorficzny z produktem przeliczalnie wielu przestrzeni dyskretnych {\displaystyle \{0,1\},} a przestrzeń liczb niewymiernych z produktem przeliczalnie wielu egzemplarzy liczb naturalnych z topologią dyskretną.

## Własności
Przestrzeń produktowa {\displaystyle X,} wraz z rzutami kanonicznymi, może być opisana za pomocą następującej własności uniwersalnej: jeżeli {\displaystyle Y} jest przestrzenią topologiczną i dla każdego {\displaystyle i\in I} funkcja {\displaystyle f_{i}\colon Y\to X_{i}} jest przekształceniem ciągłym, to istnieje jedno i tylko jedno takie przekształcenie ciągłe {\displaystyle f\colon Y\to X,} że dla każdego {\displaystyle i\in I} następujący diagram jest przemienny:
Własność ta pokazuje, że przestrzeń produktowa jest produktem w kategorii przestrzeni topologicznych. Z powyższej własności uniwersalnej wynika też, że przekształcenie {\displaystyle f\colon Y\to X} jest ciągłe wtedy i tylko wtedy, gdy {\displaystyle f_{i}=\mathrm {p} _{i}\circ f} jest ciągłe dla każdego {\displaystyle i\in I.} W wielu przypadkach sprawdzenie ciągłości funkcji składowych {\displaystyle f_{i}} bywa łatwiejsze. Zwykle trudniej dowieść ciągłości przekształcenia {\displaystyle g\colon X\to Z;} w pewien sposób korzysta się wtedy z ciągłości {\displaystyle \mathrm {p} _{i}.}
Ciągłe przekształcenia {\displaystyle \mathrm {p} _{i}\colon X\to X_{i}} są także otwarte, tzn. rzut dowolnego podzbioru otwartego przestrzeni produktowej na {\displaystyle X_{i}} pozostaje otwarty. Twierdzenie odwrotne nie jest prawdziwe: jeżeli {\displaystyle W} jest podprzestrzenią przestrzeni produktowej, dla której wszystkie rzuty na {\displaystyle X_{i}} są otwarte, to {\displaystyle W} nie musi być otwarta w {\displaystyle X} (np. {\displaystyle W=\mathbb {R} ^{2}\setminus (0,1)^{2}}). W ogólności rzuty kanoniczne nie są przekształceniami domkniętymi (kontrprzykładem może być zbiór domknięty {\displaystyle \{(x,y)\in \mathbb {R} ^{2}\colon xy=1\},} którego rzutami na obie osie są {\displaystyle \mathbb {R} \setminus \{0\}}).
Topologię produktową nazywa się także topologią zbieżności punktowej, co wynika z następującej obserwacji: ciąg (także uogólniony) w {\displaystyle X} jest zbieżny wtedy i tylko wtedy, gdy zbieżne są wszystkie jego rzuty na {\displaystyle X_{i}.} W szczególności, jeśli {\displaystyle X=\mathbb {R} ^{I}} wszystkich funkcji o wartościach rzeczywistych określonych na {\displaystyle I,} to zbieżność w topologii produktowej pokrywa się ze zbieżnością punktową funkcji.
Produkt domkniętych podzbiorów {\displaystyle X_{i}} jest zbiorem domkniętym w {\displaystyle X.}
Ważnym twierdzeniem o topologii produktowej jest twierdzenie Tichonowa: dowolny produkt przestrzeni zwartych jest zwarty (co stosunkowo łatwo dowieść dla produktów skończonych). Ogólne twierdzenie, w postaci „produkt zbioru niepustych zbiorów jest niepusty”, jest z kolei równoważne aksjomatowi wyboru. Dowód jest dość prosty: wystarczy wybrać element z każdego zbioru, aby wskazać reprezentanta w produkcie. Odwrotnie, reprezentant produktu to zbiór, który zawiera dokładnie jeden element z każdej składowej. W kontekście przestrzeni produktowych aksjomat wyboru napotyka się w ogólniejszej postaci, np. twierdzenie Tichonowa dotyczące zbiorów zwartych jest nieco bardziej złożonym i subtelnym przykładem stwierdzenia równoważnego aksjomatowi wyboru.
Twierdzenie Tichonowa dla przestrzeni Hausdorffa jest równoważne twierdzeniu o ideale pierwszym (BPI: każdy ideał na algebrze Boole’a może być rozszerzony do ideału pierwszego). W obu przypadkach równoważności zachodzą na gruncie ZF.

## Związki topologiczne
Oddzielanie
- Produkt przestrzeni T0 jest {\displaystyle {\text{T}}_{0}.}
- Produkt przestrzeni T1 jest {\displaystyle {\text{T}}_{1}.}
- Produkt przestrzeni Hausdorffa jest Hausdorffa[1].
- Produkt przestrzeni regularnych jest regularny.
- Produkt przestrzeni Tichonowa jest Tichonowa.
- Produkt przestrzeni normalnych nie musi być normalny.

Prosta Sorgenfreya {\displaystyle X} jest przestrzenią normalną, ale jej kwadrat {\displaystyle X\times X} nie jest normalny. A.H. Stone udowodnił, że iloczyn kartezjański nieprzeliczalnie wielu niezwartych przestrzeni metrycznych nie jest przestrzenią normalną.
Przeliczalność
- Przeliczalny produkt przestrzeni spełniających pierwszy bądź drugi aksjomat przeliczalności spełnia ten sam aksjomat.

Zwartość
- Produkt przestrzeni zwartych jest zwarty (twierdzenie Tichonowa).
- Produkt przestrzeni lokalnie zwartych nie musi być lokalnie zwarty. Jednakże dowolny produkt przestrzeni lokalnie zwartych, wśród których wszystkie poza skończenie wieloma są zwarte, jest lokalnie zwarty (warunek ten jest zarazem wystarczający, jak i niezbędny).

Spójność
- Produkt przestrzeni spójnych (odp. drogowo spójnych) jest spójny (odp. drogowo spójny).
- Produkt przestrzeni dziedzicznie niespójnych jest dziedzicznie niespójny.

Ośrodkowość
- Produkt co najwyżej continuum wielu przestrzeni ośrodkowych jest ośrodkowy.

## Uogólnienia
Pojęcie produktu rodziny zbiorów (i topologii) uogólnia się poprzez zastąpienie funkcji (będących elementami przestrzeni produktowej) tzw. multifunkcjami. Można określić dla nich uogólnienie produktu kartezjańskiego nazywane m-produktem.
Niech {\displaystyle (X_{i},\tau _{i}),} gdzie {\displaystyle i\in I} będą przestrzeniami topologicznymi. Wówczas w m-produkcie przestrzeni {\displaystyle X_{i}} można wprowadzić topologię zadaną przez podbazę postaci
{\displaystyle {\big \{}\mathrm {p} _{i}^{-}(U_{i}),\;\mathrm {p} _{i}^{+}(U_{i})\colon i\in I{\text{ oraz }}U_{i}\in \tau _{i}\},}
gdzie {\displaystyle \mathrm {p} } oznacza rzut kanoniczny.